# Liquefied natural gas
Liquefied natural gas (LNG) er den flydende form af naturgas. LNG bliver dannet ved at nedkøle naturgas i en LNG-kondensator til omkring minus 162 °C (afhængigt af gassens kvalitet). Hermed fortættes naturgassen til flydende form, ligesom vanddamp vil fortættes til vand hvis det køles ned under 100 °C. Den store fordel ved at køle naturgas ned til LNG er, at man kan transportere den i væskeform, hvilket sker i enorme specialbyggede, supertanker-lignende skibe.
LNG gør det dermed muligt at gøre naturgas fra isolerede felter tilgængelige for verdensmarkedet. LNG kan således nemt sejles verden rundt til en hvilken som helst LNG-gasterminal, hvor LNG'en så igen bliver varmet op og omdannet (fordampet) til naturgas, der fyldes på det regionale eller kontinentale gasrørssystem.
Det er ret energikrævende at nedkøle naturgas til LNG, hvorfor det oftest bedst kan betale sig at transportere naturgas via rørsystemer, hvis det ellers er muligt at finde afsætning på regionale markeder og rentabelt at bygge rørsystemer. I praksis bruger man derfor oftest LNG som transportform fra øde og isolerede naturgasfelter, eller fra felter hvor det lokale marked ikke kan aftage produktionen til en konkurrencedygtig pris.
Da det kræver energi at omdanne naturgas til LNG, vil naturgas, der har været transporteret som LNG, være mindre klimavenligt end naturgas, der er produceret tæt på markedet og transporteret gennem regionale rørsystemer. Det skyldes at der skal bruges store mængder energi ved omdannelsen fra naturgas til LNG og tilbage igen.
LNG-kondensatorer (der omformer naturgas til LNG) og LNG-gasterminaler (havneanlæg til LNG) er enorme infrastrukturprojekter. Der findes ingen LNG-gasterminaler i Danmark, men den nærmeste LNG-gasterminal er en af Europas største og findes i Zeebrügge i Belgien. LNG-gasterminalen i Zeebrügge spiller en stor rolle for prisdannelsen på den hollandske gasbørs TTF, der for øvrigt ofte bruges som prisreference for det danske gasmarked.